# Terry Lester
Terry Lester (Indianapolis (Indiana), 13 april 1950 - ?, 28 november 2003) was een Amerikaans acteur.
Hij begon zijn acteercarrière terwijl hij op de DePauw-universiteit in Greencastle, Indiana zat. Na enkele kleine rolletjes in televisieprogramma's had Lester zijn doorbraak in 1980 toen hij de cast van The Young and the Restless vervoegde als Jack Abbott. Jack was een flierefluiter die met elke vrouw naar bed wilde, hij werd zo populair dat scenarist William J. Bell in 1982 een hele familie voor Jack in de serie schreef. De serie zat in een overgangsperiode en vele fans denken dat het door Lester is dat Y&R de onbetwiste nummer 1 is bij de soaps in Amerika. Aan het einde van het decennium kreeg zijn personage minder aandacht en in 1989 stapte Lester zelf op. Daarna stapte hij naar de pers en beschuldigde Lauralee Bell, de dochter van de hoofdschrijver van zijn vertrek. Bells personage Christine Blair kreeg zo veel aandacht dat de andere personages naar de achtergrond verdwenen.
Hij stapte over naar zender NBC om van 1989 tot 1990 Mason Capwell in Santa Barbara te gaan spelen. Later vervoegde hij de cast van As the World Turns om de rol van de charmante Royce Keller te spelen, al snel bleek dat hij meerdere persoonlijkheden had waardoor hij zijn eigen zuster vermoordde. De schrijver van de serie stierf plotseling in 1993 en opnieuw verminderde zijn aandeel in de show waardoor hij in 1994 uit de serie geschreven werd. Na zijn vertrek speelde hij nog 4 keer een gastrol in een serie en besteedde veel tijd aan musicals en theaterstukken.
Tot grote onthutsing van vele fans en zijn familie overleed Lester plotseling in 2003 aan enkele hartaanvallen.
Lester hield zijn privé-leven geheim, maar een artikel uit LA Magazine onthulde dat Lester samen met Y&R collega's Thom Bierdz en Michael Corbitt een trio vormde van homoseksuele acteurs bij de show.
- Biblioteca Nacional de España: XX4850188
- Virtual International Authority File: 100946307
- WorldCat: E39PBJt3Xghfcg6gMPp3wcctrq